# 2005年世界運動會中華台北代表團
2005年世界運動會中華台北代表團是中華民國（台灣）以“中華台北”名義，參與在德國杜伊斯堡舉行的2005年世界運動會。

## 獎牌統計

### 獎牌項目
| 項目     | 金牌 | 銀牌 | 銅牌 | 總數 |
| -------- | ---- | ---- | ---- | ---- |
| 撞球     | 1    | 1    | 0    | 2    |
| 拔河     | 1    | 0    | 0    | 1    |
| 健力     | 0    | 1    | 1    | 2    |
| 滑輪溜冰 | 0    | 0    | 1    | 1    |

### 獎牌得主
| 獎牌 | 運動員                                                               | 運動     | 項目                   |
| ---- | -------------------------------------------------------------------- | -------- | ---------------------- |
| 金牌 | 張裴瑋                                                               | 撞球     | 男子個人花式9號球      |
| 金牌 | 鄭淑芳、陳靜儀、李姿怡 徐玉齡、劉美芳、陳麗惠 楊詩瑜、柯佳妏、王嘉淇 | 拔河     | 女子520公斤級          |
| 銀牌 | 陳純甄                                                               | 撞球     | 女子個人花式9號球      |
| 銀牌 | 謝宗庭                                                               | 健力     | 男子67.5公斤級         |
| 銅牌 | 潘怡蓁                                                               | 滑輪溜冰 | 女子3000公尺集體出發賽 |
| 銅牌 | 陳葦綾                                                               | 健力     | 女子52公斤級           |

## 射箭
- 黃星懷：男子個人反曲弓（第19名）

## 撞球
- 張裴瑋：男子個人花式9號球（ 金牌）
- 傅哲偉：男子個人花式9號球（未晉級）
- 陳純甄：女子個人花式9號球（ 銀牌）
- 柳信美：女子個人花式9號球（未晉級）

## 保齡球
- 陳永川：男子單人賽（第20名）
- 蔡昕宜：女子單人賽（第7名）
- 蔡昕宜：女子單人挑戰加分賽（第9名）
- 陳永川、蔡昕宜：混合雙人賽（第16名）

## 合球
- 選手：張勝傑、邱志益、李元復、許修輔、謝政勳、林士傑、黃堃誠、周湘茹、陳雁揚、鐘淑芬、陳安蓉、鄭文蕊、趙燕伶、洪綉婷
  - 混合團體（第5名）

## 運動舞蹈
- 趙群倫、高嘉璘：標準舞（第21名）
- 王毓弘、蕭苑如：拉丁舞（第23名）

## 空手道
- 李達鈞：男子個人型（未晉級）

## 健力
- 謝宗庭：男子67.5公斤級（ 銀牌）
- 黃龍興：男子67.5公斤級（第8名）
- 陳葦綾：女子52公斤級（ 銅牌）
- 周怡汝：女子52公斤級（第8名）
- 趙珍葉：女子67.5公斤以上級（傷退）

## 花式滑輪
- 王筱筑：女子個人花式（第6名）
- 陳立昕、翁慈霞：雙人花式（第5名）

## 滑輪溜冰
- 潘玟志：
  - 男子1000公尺搶先賽（第19名）
  - 男子3000公尺集體出發賽（第16名）
  - 男子5000公尺淘汰賽（第16名）
  - 男子10000公尺淘汰賽（第21名）
- 潘怡蓁：
  - 女子1000公尺搶先賽（第5名）
  - 女子3000公尺集體出發賽（ 銅牌）
  - 女子5000公尺淘汰賽（第6名）
  - 女子10000公尺淘汰賽（第5名）
- 潘麗玲：
  - 女子1000公尺搶先賽（第12名）
  - 女子5000公尺淘汰賽（第16名）
- 蔡貞儀：
  - 女子3000公尺集體出發賽（第20名）
  - 女子5000公尺淘汰賽（第13名）
  - 女子10000公尺淘汰賽（第20名）

## 拔河
- 女子選手：鄭淑芳、陳靜儀、李姿怡、徐玉齡、劉美芳、陳麗惠、楊詩瑜、柯佳妏、王嘉淇
  - 女子520公斤級（ 金牌）

## 龍舟（邀請賽）
- 林建興、黃世忠、鄧弘明、張茂郡、陳英豪、陳宏昌、鄭治偉、陳光慶、盧世彬、黃則綸、莊博勳、林昇德、鍾璧年、吳聖儀、陳怡君、林曼琳、李佩霜、李中岑、許儀莛、黃佳惠、周汝娟、江曉陵、蔡慧茹、郭瑞琪：
  - 混合團體200公尺（第9名）
  - 混合團體500公尺（第9名）
  - 混合團體2000公尺（第9名）

## 合氣道（邀請賽）
- 男選手：李清楠、蔡如林、吳長輝、楊仁麟、洪賢德、魏希聖
- 女選手：王廷尹、王琇娟